# Antonio Botín

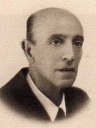
Antonio Botín Polanco.

Antonio Botín Polanco (Santander, Cantabria, 1898 - Madrid, 1956) fue un abogado y escritor español.

## Biografía
Se licenció en Derecho en Madrid, ciudad en donde se integró en la vida intelectual madrileña y entabló amistad con Ramón Gómez de la Serna; entre 1928 y 1934 escribió La divina comedia, Él, ella y ellos, Virazón, Logaritmo y Peces goviales y en 1951 escribió Manifiesto del humorismo, donde resume sus ideas estéticas.
Su hermano, Carlos Botín Polanco (1900-1988), fue atleta olímpico en Amberes 1920 y su hermano Adolfo Botin Polanco (1893-1924) fue un destacado jinete y héroe militar que murió en la campaña de África de 1924. Los hermanos Botín Polanco estaban emparentados con los diferentes Presidentes del Banco Santander: sobrinos de Emilio Botín y López; primos de Emilio Botín-Sanz de Sautuola y López; tíos-segundos de Emilio Botín-Sanz de Sautuola y García de los Ríos; y tíos-terceros de la actual presidenta del Grupo, Ana Botín.